# Allium fetisowii
Espèce
Classification APG III (2009)
Allium fetisowii ou 多籽蒜 (duo zi suan) est une espèce de plante originaire du Kazakhstan, de l'Ouzbekistan, du Xinjiang, du Kirghizstan et du Tadjikistan en Asie centrale,.
Elle a pour synonyme : Allium simile Regel 

## Description
Allium fetisowii forme un bulbe solitaire, globuleux de 1 à 2,5 cm de diamètre couvert par une tunique noire grisâtre. La hampe florale mesure jusqu’à 70 cm de haut, ronde en coupe transversale. Les feuilles sont beaucoup plus courtes que la hampe, de près de 15 mm de large. Les fleurs en ombelle hémisphérique sont violet rougeâtre. La floraison se fait en avril - juin,,,.

## Habitat
Allium tschimganicum est originaire de l' Ouzbekistan et du Kirghizistan, . Dans « Flora of China » ce nom est considère  comme un synonyme de Allium fetisowii Regel, mais the Plant List accepte 'A. tschimganicum' comme une espèce distincte.
Il pousse parmi les arbustes dans les prairies et les endroits exposés.